# 3575 Anyuta
3575 Anyuta (1984 DU2) là một tiểu hành tinh vành đai chính được phát hiện ngày 26 tháng 2 năm 1984 bởi Chernykh, N. ở Nauchnyj.